# Andrej Omulec
Andrej Omulec, slovenski kolesar, * 19. november 1982Maribor. 
študij.           